# 八幡神社 (下田市吉佐美)
八幡神社（はちまんじんじゃ）は、静岡県下田市吉佐美（きさみ）にある神社。地名を冠して吉佐美八幡神社（きさみはちまんじんじゃ）とも称される。

## 概要
国道136号から吉佐美大浜海岸へと南下する道の途中の西側に鎮座している。
式内社である加弥命神社（かみのみことじんじゃ）の論社であり、明治11年（1879年）に合祀された相殿の三嶋神社は式内社である竹麻神社（たかま(つくまの)じんじゃ）三座中の一座（祭神は三嶋大明神の正后・阿波咩命）に比定されており、更に境内社の若宮は式内社である多祁美加々命神社（たけみかかのみことじんじゃ）の論社となっている。

## 祭神
- 誉田別命

## 境内
- 八幡神社のイスノキ - 国指定天然記念物。